# Сувенір (фільм, 1986)
«Сувенір» — радянський художній фільм 1986 року, знятий режисером В'ячеславом Аблотіа на кіностудії «Грузія-фільм».

## Сюжет
Старий Гудіса, голова великої родини з високогірного села абхазького, стурбований долею єдиного одинадцятирічного онука Нара, відданого в інтернат колишньою невісткою Сайдою. На радість хлопчика батько на вимогу Гудіси забирає сина, проте Нар не може виїхати до села, не побачивши матір. Він йде до неї на роботу в кегельбан і розуміє, що мати його не та, якою була раніше — її оточує суспільство ділків, а серед них особливо неприємний тип — Матута. Хлопчик їде до діда. Приїхавши до села, Нар першого ж дня вирушає на знамениту Гору Грома, бажаючи помилуватися самшитовим гаєм, вирощеним поколіннями предків. І тут випадково хлопчик виявляє, що робітники, які будують канатну дорогу, потай вирубують гай і дерева відправляють у цех для виготовлення сувенірів. З'ясовується, що заправляє цим злочинним бізнесом цей приятель матері — Матута. Хлопчик більше не вагається у бажанні зупинити Матуту. Випивши самшитовий сік, що дає за переданням силу, Нар йде на Матуту з кулаками, але, отруєний небезпечним для дитячого організму соком, втрачає свідомість. І все ж таки допомога приходить вчасно, а Матуту наздоганяє заслужена відплата — ділка затримують правоохоронні органи.

## У ролях
- Нурбей Камкія — Гудіса (дубляж: Микола Граббе)
- Беслан Авідзба — Нар (дубляж: Олександра Назарова)
- Валерій Шакая — Матута (дубляж: Володимир Гусєв)
- Ірма Куталадзе — Сайда (дубляж: Лариса Даниліна)
- Темур Камкамідзе — Кесоу (дубляж: Олексій Панькин)
- Кесоу Хагба — Сакут (дубляж: Олексій Сафонов)
- Адгур Інал-Іпа — Наала (дубляж: Ніна Зоткіна)
- Аміран Таніа — Манча (дубляж: Данило Нетребін)
- Діана Гуліа — Антица (дубляж: Лариса Віккел)
- Чінчор Дженіа — Балта (дубляж: Яків Бєлєнький)
- Микола Чиковані — Шамілевич (дубляж: Артем Карапетян)
- Сергій Саканія — Пута (дубляж: Володимир Ферапонтов)

## Знімальна група
- Режисер — В'ячеслав Аблотіа
- Сценарист — Даур Зантаріа
- Оператор — Віктор Андрієвський
- Композитор — Олександр Басілая
- Художник — Віталій Кацба